# Knøttet
Der Knøttet (norwegisch für Nichtigkeit) ist ein kleiner und nahezu unscheinbarer Nunatak im ostantarktischen Königin-Maud-Land. Im westlichen Teil des Gebirges Sør Rondane ragt er nordöstlich des Tussebreen auf.
Wissenschaftler des Norwegischen Polarinstituts benannten ihn 1988.